# Sterrhurus magnatestis
Sterrhurus magnatestis är en plattmaskart. Sterrhurus magnatestis ingår i släktet Sterrhurus och familjen Hemiuridae. Inga underarter finns listade i Catalogue of Life.